# Luiz Alfredo Falcão Bauer
Luiz Alfredo Falcão Bauer (Niterói, 14 de setembro de 1921 — São Paulo, 16 de abril de 1996) foi um empresário e engenheiro civil brasileiro.

## Biografia
Bauer nasceu em Niterói e após 5 dias mudou-se para o estado de São Paulo, vivendo em diversas cidades do interior como Barrinha, Sertãozinho, São Carlos e Rio Claro. Após concluir o curso de humanidades mudou-se para a capital.
Formou-se em engenharia civil pela Escola Politécnica da USP, especializando-se em concretos especiais e patologia das estruturas de concreto. Atuou como estagiário no Instituto de Pesquisas Tecnológicas durante dois anos. Em 1945, recebeu o "Prêmio Companhia Cimento Portland Nacional", mesmo ano de sua formatura.

### Carreira profissional
Após a graduação, ingressou no Serviço Nacional de Aprendizagem Industrial de São Paulo como engenheiro chefe do serviço de obras, atuando sob a direção de  Roberto Mange, fundador da instituição. Durante treze anos, dirigiu e projetou a construção de sessenta escolas profissionais em vários estados como São Paulo, Mato Grosso, Goiás, Rondônia e Amazonas.
Em 1958, tornou-se assessor para assuntos de organização e planejamento da superintendência da Companhia Siderúrgica Paulista (COSIPA), onde atuou por quatro anos.
Ao sair da COSIPA, permaneceu durante dois anos na Construtora Ribeiro Franco S.A., atuando em obras em Brasília e São Paulo, notadamente no planejamento na estrutura do edifício da Assembleia Legislativa de São Paulo.
Entre 1979 e 1980 foi presidente do Instituto de Engenharia.
Bauer monta sua própria empresa e passa a atuar de maneira pioneira no Brasil com controle tecnológico de concreto. Sua empresa foi o primeiro laboratório privado nacional a obter credenciamento do Instituto Nacional de Metrologia, Qualidade e Tecnologia em 1983 e também do Instituto Brasileiro de Qualidade Nuclear (IBQN).

### Magistério
Ainda antes de se formar, Bauer dava aulas como Professor Catedrático da Escola Superior de Agrimensura. Simultaneamente, foi professor de Topografia e Geodésia da Escola Paulista de Engenharia. De 1946 a 1950 foi professor da mesma matéria na primeira turma da Faculdade de Engenharia Industrial do Centro Universitário FEI.
Em 1969, foi convidado a reger a cadeira de materiais de construção da Faculdade de Engenharia de Mogi das Cruzes, onde permaneceu até 1977. Em 1972, foi professor da mesma disciplina no Centro Estadual de Ensino Técnico de São Paulo e até 1987, professor do Instituto de Ensino de Engenharia Paulista.
Fez parte do corpo de professores do Instituto Americano de Concreto em cursos para a América Latina, lecionando em Caracas, Maracaibo, Puerto Ordaz e em Monterrei, sendo também "fellow" da mesma instituição.
Bauer morreu em 16 de abril de 1996 em São Paulo, onde estava internado devido a complicações cardiológicas resultantes de uma cirurgia.

## Prêmios e Homenagens
Recebeu o Destaque em Tecnologia de Estruturas de Concreto "Ary Frederico Torres" em 1990, concedido pelo Instituto Brasileiro do Concreto - IBRACON, prêmio conferido em reconhecimento a engenheiros tecnologistas de materiais cimentícios, argamassas e concretos. Em 1990, foi eleito Personalidade da Tecnologia da Construção pelo Sindicado dos Engenheiros no Estado de São Paulo (SEESP), honraria cujo objetivo é registrar a atuação de profissionais que se dedicaram a defender a engenharia brasileira e a melhorar as condições de vida da população.
Em meados de 1996, foi criado o Concurso Falcão Bauer de Novos Materiais, Novas Ferramentas e Novas Técnicas para a Construção Civil pela Comissão de Materiais e Tecnologia (COMAT) da Câmara Brasileira da Indústria da Construção (CBIC), induzindo o nascimento do Programa de Inovação Tecnológica (PIT) da CBIC que abrangia, em dez vertentes, toda a cadeia produtiva da construção brasileira e setores do governo.
Bauer foi homenageado pelo Instituto Brasileiro do Concreto (IBRACON), que criou em sua memória o prêmio Destaque em Engenharia de Pesquisa em Tecnologia de Estrutura de Concreto. Este prêmio é conferido em reconhecimento a engenheiros pesquisadores em tecnologia de materiais, argamassas e concretos.